# モロー郡 (オレゴン州)
モロー郡（英: Morrow County）は、アメリカ合衆国オレゴン州にある郡の一つで、コロンビア川の南岸に位置する。東オレゴン8郡の中の一つ。郡名は、最初の白人移民で郡設立時に州議会議員を務めたジャクソン・L・モローの名による。ユマティラ・ケミカル・デポというユマティラ化学物質廃棄施設などを有する工場があり、その敷地の半分がモロー郡の郡域にある。2000年の時点における人口は10,996人。郡庁所在地はヘプナーである。
ペンドルトン＝ハーミストン小都市圏の一部を形成する。

## 歴史
1885年2月16日、ユマティラ郡西部とワスコ郡の一部から分郡してモロー郡が成立した。郡設立の際、ヘプナーが暫定郡庁所在地に指定された。その後、永久的郡庁所在地の地位をヘプナーとレキシントンが争った。最終的にヘプナーがレキシントンを辛うじて破り、郡庁所在地としての位置づけを確立した。

## 経済
郡の主要経済は、酪農業、食品加工業、製材業、牧畜、レクリエーションである。コロンビア川があるため、それに関連した産業も興隆している。ボードマンには石炭火力発電所があり、多くの従業員を構えている。
昔、牛飼いたちはこの地域の川沿いに多くのライムギが生育しているのを見つけ、牧草の宝庫として牧畜産業を興した。放牧は長期にわたってこの地域の最重要な産業となった。その後、多くの人々がこの地域に移り住み、放牧地が減少し、さらには牧畜の行き過ぎによる牧草地の減少などが相まって、19世紀になると牧畜業は衰退した。その代わり、農業が主要な産業と化した。1883年に郡内につながる鉄道路線が開通すると市場へのアクセスが高まり、小麦の生産が盛んになった。回転散水技術が到来は、地域経済を大いに刺激した。
ボードマン近郊にあり、コロンビア川に面した「モロー臨港地区」は1957年に設置された。
「ボードマン・タービン・コール・プラント」と呼ばれる601メガワットの出力を誇る石炭火力発電所が、ボードマン南西23 km（14 mi）の地点にある。発電所の所有者はポートランド・ジェネラル・エレクトリック（略称PGE、66%所有運営）、アイダホ・パワー（10%）、パシフィック・ノースウェスト・ジェネレーティング（10%）、ジェネラル・エレクトリック・クレジット・コーポレーション（16%）である。モロー港には天然ガス火力発電所が2つある。その内訳は、ポートランド・ジェネラル・エレクトリックが所有運営する「コヨーテ・スプリングスI」（255-276メガワット）、アビスタ・パワー社とミラント社の共同ベンチャーでPGEが運営する「コヨーテ・スプリングスII」である。
2012年にはシェファード・フラット風力発電所が開所している。

## 政治
東オレゴンの他郡と同様、モロー郡もまた、政党に所属する有権者の大半が共和党のメンバーとなる郡である。2008年の大統領選挙の時には、有権者の61.94%が共和党のジョン・マケインに投票し、34.62%が民主党のバラク・オバマに投票し、3.44%が第三政党もしくはwrite-in candidateに投票した。2004年の大統領選挙の時と比べると、2008年は民主党への移行がわずかに見られた。2004年の大統領選挙の際には、有権者の64.8%が共和党のジョージ・W・ブッシュに投票し、33.8%がジョン・マケインに投票し、1.4%が第三政党もしくはwrite-in candidateに投票した。

## 地理

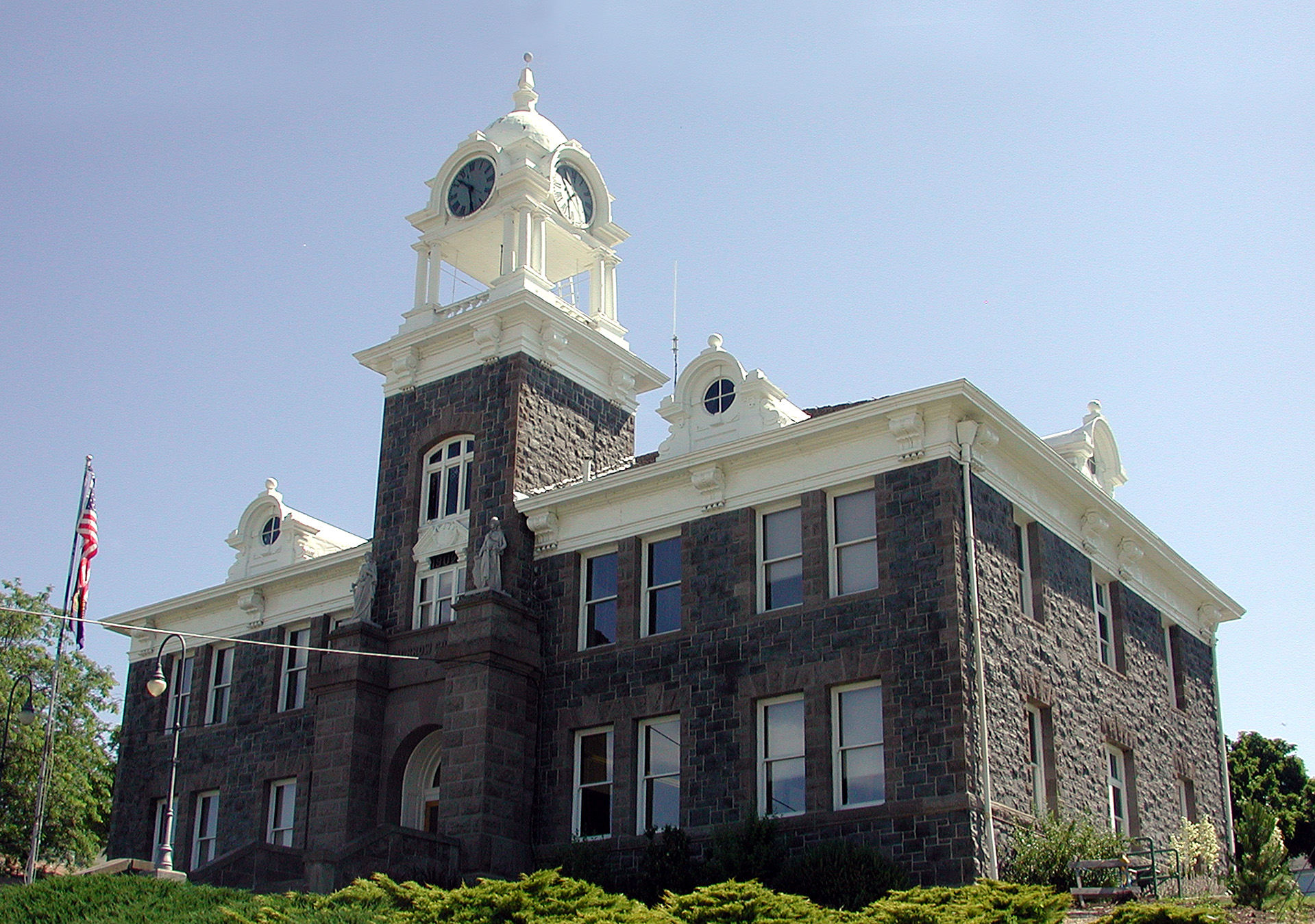
モロー郡庁舎（ヘプナー）

アメリカ合衆国国勢調査局によると、郡の総面積は5,307 km2（2,047 mi2）で、その内5,263 km2（2,031 mi2）が陸地、0.97%にあたる43 km2（16 mi2）が水面である。

### 隣接郡
- ギリアム郡（西）
- ウィーラー郡（南西）
- グラント郡（南）
- ユマティラ郡（東）
- ベントン郡（北）
- クリッキタト郡（北西）

### 国立保護地域
- ユマティラ国立森林公園（一部）
- ユマティラ国立野生動物保護区（一部）

## 人口動態
以下は2000年国勢調査による人口統計データである。
| - 人口: 10,996人 - 世帯数: 3,776世帯 - 家族数: 2,718家族 - 人口密度: 2人/km2（5人/mi2） - 住居数: 4,296軒 - 住居密度: 1軒/km2（2軒/mi2） 人種別人口構成 - 白人: 76.27% - アフリカン・アメリカン: 0.14% - ネイティブ・アメリカン: 1.42% - アジア人: 0.08% - 太平洋諸島系: 0.25% - その他の人種: 19.54% - 混血: 2.14% - ヒスパニック・ラテン系: 24.43% 祖先構成 - ドイツ系: 13.6% - アメリカ系: 12.8% - アイルランド系: 8.3% - イングランド系: 8.0% 第一言語 - 英語: 77.3% - スペイン語: 22.3% | 年齢別人口構成 - 18歳未満: 30.80% - 18-24歳: 8.90% - 25-44歳: 27.30% - 45-64歳: 22.40% - 65歳以上: 10.60% - 年齢の中央値: 33歳 - 性比（女性100人あたり男性の人口） - 総人口: 106.50 - 18歳以上: 106.10 世帯と家族（対世帯数） - 18歳未満の子供がいる: 38.91% - 結婚・同居している夫婦: 62.60% - 未婚・離婚・死別女性が世帯主: 8.87% - 非家族世帯: 22.70% - 単身世帯: 18.13% - 65歳以上の老人1人暮らし: 7.40% - 平均構成人数 - 世帯: 2.90人 - 家族: 3.28人 収入と家計 - 収入の中央値 - 世帯: 37,525米ドル - 家族: 40,731米ドル - 性別 - 男性: 32,328米ドル - 女性: 22,887米ドル - 人口1人あたり収入: 15,843米ドル - 貧困線以下 - 対人口: 14.80% - 対家族数: 11.30% - 18歳未満: 21.60% - 65歳以上: 10.1% |

## 都市と町
- ヘプナー（郡庁所在地）
- レキシントン
- ボードマン
- イオネ
- イリゴン

### 非法人地域
| - キャッスルロック（旧郵便局） - セシル - クラーク - エイトマイル - エラ - グースベリー | - レナ - モーガン - パインシティ - ラグズ - バルビー |

## 交通

### 空港
- ボードマン空港
- レキシントン空港

### 幹線道路
- 州間高速道路84号西線
- オレゴン州道74号線
- オレゴン州道206号線
- オレゴン州道207号線